# 주멕시코시티 퀘벡 정부 대표부
주멕시코시티 퀘벡 정부 대표부(프랑스어: Délégation générale du Québec à Mexico, 영어: Quebec Government Office in Mexico) 또는 주멕시코 퀘벡 정부 대표부는 멕시코 멕시코시티 타이네 대로 411번지에 위치한 퀘벡 정부 대표부이다. 1980년에 정식 개관했으며 총대표부 지위를 갖고 있다. 이 공관은 멕시코를 관할하는데 이민국에서는 라틴 아메리카 및 카리브해 전체를 담당한다.
주멕시코시티 퀘벡 정부 대표부는 문화, 예술, 교육 분야에서 캐나다 퀘벡주와 멕시코의 개인·기관과의 교류를 주선하며 퀘벡주와 이들 지역 간의 경제, 문화, 교육, 관광, 투자 활성화에 기여한다. 대표부는 멕시코에서 사업을 원하는 퀘벡주의 기업들과의 연락을 제공하고 이들 지역의 경제 환경과 최신 동향을 전달하는 역할을 수행한다. 그 외에 멕시코에서 상호 협력, 파트너 관계를 맺기 원하는 퀘벡주의 정부 부처, 관련 기관 및 단체를 지원한다.

## 같이 보기
- 퀘벡 정부 대표부